# Necròpoli reial d'Ayaa
La necròpoli reial d'Ayaa constava de dos hipogeus que albergaven un total de 21 sarcòfags de reis i nobles de la ciutat de Sidó, una ciutat costanera de Líban i una prominent ciutat estat fenícia. Els sarcòfags estan fets en diversos estils com ara egipci, grec, lici i fenici. Aquests darrers realitzaven diferents pràctiques mortuòries que incloïen la inhumació i la cremació. Mentre que les fonts escrites són parques en les creences després de la mort, les evidències arqueològiques suggereixen que creien en el més enllà com la "Casa de l'eternitat". Els llocs d'enterraments en l'edat del ferro fenícia, com la Necròpoli d'Ayaa, estaven fora dels assentaments.
La Necròpoli d'Ayaa es trobava en la base del turó de Hlaliyeh, a una cota de 35 metres i a uns 500 metres de la mar, als afores de Sidó. Alguns viatgers francesos i l'expert bíblic Ernest Renan ja hi havien notat la presència de carreus de pedra antics. El terreny era propietat de Mehmed Cherif Efendi, un resident de Sidó que utilitzava la zona com a pedrera. El descobriment de la necròpoli es va produir al començament del 1877 per un dels seus oficials. La troballa, però, s'adjudica a l'estatunidenc presbiterià William King Eddy, que va saber de la seua existència gràcies a aquest treballador d'Efendi. Eddy feu pública la troballa i va atraure la premsa i els mitjans cap a la zona. Ayaa és la necròpoli reial més cèlebre del període aquemènida de Sidó.
El descobriment de la necròpoli fou un moment crucial en la carrera d'Osman Hamdi Bey, el pare fundador de l'arqueologia i museologia otomana. Per això es va construir el Museu Arqueològic d'Istanbul. Fins i tot actualment els sarcòfags d'Ayaa són peces essencials del museu, el més gran de Turquia.

## Excavació
Al començament del 1887, Mehmed Cherif Effendi, el propietari del terreny conegut com a Ayaa, obtingué permís per a explotar les seues terres com a pedrera. Un dels seus treballadors va descobrir-hi una obertura i una cambra funerària. A boca de nit, aquest obrer li ho va fer saber a l'estatunidenc prebisterià William King Eddy, resident a Sidó. Els dos hòmens baixaren amb una corda fins a la cambra, on Eddy va comprovar que la tomba tenia una gran rellevància. Ho va fer saber a la premsa, que l'acredità com a descobridor de la troballa. Eddy va informar l'orientalista anglés William Wright, i aquest va escriure un article en The Times demanant al Museu Britànic que "immediatament prengués mesures per a assegurar aquests tresors i prevenir que caiguen a les mans del vàndal turc".
El 2 de març del 1887, Mehmed Cherif va informar el kaymakam de Sidó, Sadik Bey, sobre la cambra funerària. Aquest examinà l'indret i va portar l'afer fins al valí de Síria, Rashid Nashid Pasha, i al governador de Beirut, Nasshouhi Bey. Sadik Bey va descobrir l'entrada a altres dues cambres funeràries a banda i banda de la primera, totes dues amb sarcòfags. Nashid Pacha en fou informat i paralitzà els treballs a causa de la seua naturalesa delicada fins a l'arribada de Bechara Effendi, cap enginyer del Vilayet de Síria. Aquest hi arribà el 15 de març a Sidó i va obrir un total de set cambres funeràries, que contenien si més no un sarcòfag cadascuna. Va escriure al Ministeri d'Instrucció Pública d'Istanbul, des d'on el soldà Abdul Hamid II encarregà la tasca al nou director del Museu Arqueològic d'Istanbul, Osman Hamdi Bey, d'excavar la necròpoli i transportar les peces valuoses a Istanbul. Hamdi Bey abandonà Istanbul el 18 d'abril acompanyat per Demosthenes Baltazzi Bey, director del servei arqueològic de la Wilaya d'Aidin, i arribà a Sidó dotze dies més tard. Hamdi Bey va pagar a Effendi, propietari del terreny, 1.500 lires otomanes provinents del soldà.

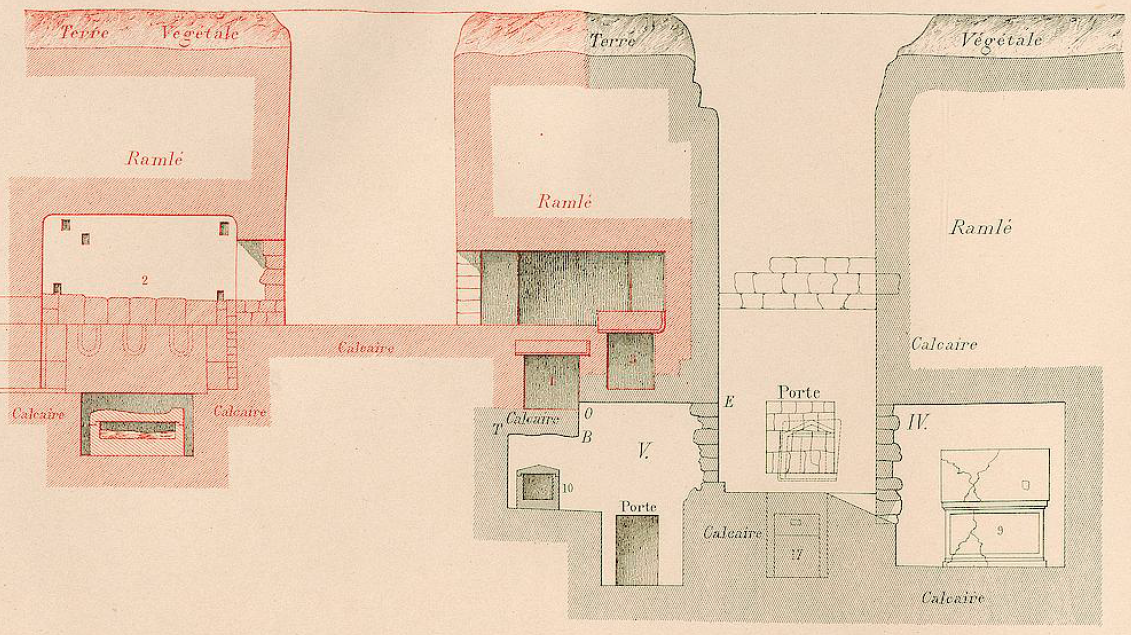
Gravat de la necròpoli

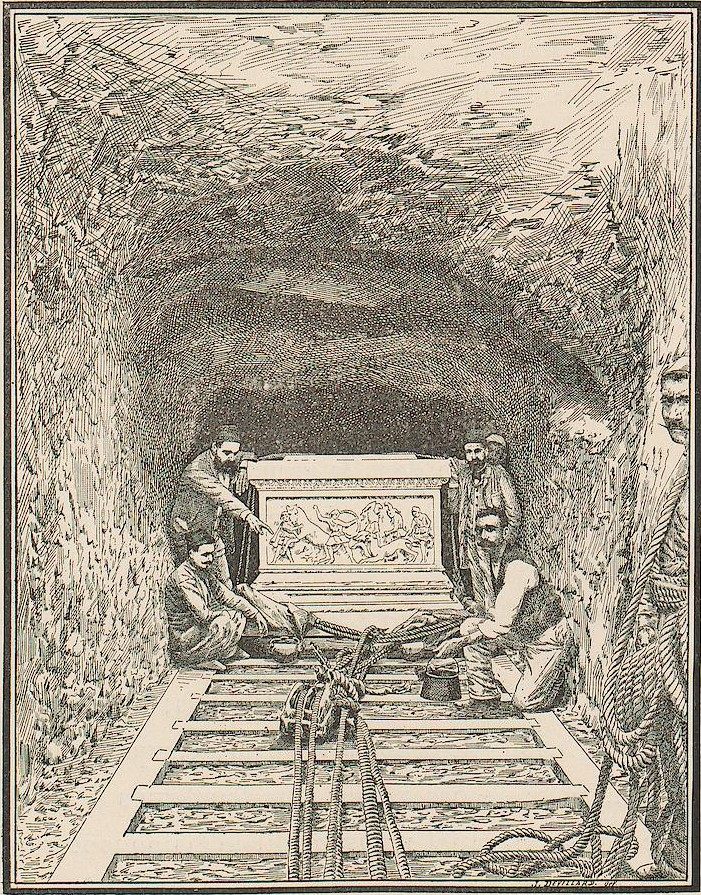
Excavació

L'1 de maig, Hamdi Bey hi començà les excavacions. Es va construir una escala per a extraure els sarcòfags per l'obertura de la superfície i una trinxera ascendent des de la gruta adjacent coneguda com a Bostan el-Maghara, i l'ampliaren fins a arribar a una de les cambres funeràries. Tancaren les sales per a evitar que hi tafanejaren els saquejadors; posaren guàrdies en la zona i construïren vies ferroviàries per a facilitar l'extracció dels sarcòfags. Una vegada fet, es col·locaren en una fragata provinent d'Istanbul.
Un grup de persones van viatjar des de Beirut per a visitar el jaciment i veure'n la col·lecció, i un dels sarcòfags contenia un cos en bon estat de conservació surant en un fluid. Durant el trasllat, però, mentre Hamdi Bey esmorzava, els obrers van bolcar el sarcòfag i van vessar el fluid i, segons Jessup, "el secret del meravellós fluid de nou es va amagar a l'arena de Sidó." A més, després de caure aquest particular fluid fora del sarcòfag, el cadàver començà a descompondre's. Hamdi Bey escrigué el 1892 que havia guardat un petit flascó de fluid que encara hi havia al fons del sarcòfag.
Totes les tombes havien estat espoliades en l'antiguitat, tret de la N17. Hamdi Bey pensava que els enterramorts hi tenien alguna cosa a veure.

## Creació del museu
El 17 d'agost del 1887, les autoritats otomanes anunciaven que:
A causa de la solidesa i pes de les antiguitats recentment trobades a Sidó, és impossible la seua entrada i protecció al Museu Imperial, per la qual cosa s'ha decidit la construcció d'un nou edifici.
L'arquitecte francollevantí Alexandre Vallaury, que havia estudiat a l'Escola de Belles Arts de Hamdi Bey i havia dissenyat el Palau de Yildiz, va ser encarregat per a dissenyar el nou edifici. La construcció començà el 1888, i s'inaugurà el 13 de juny del 1891. El catàleg del museu declarava que es podia apreciar una evolució artística funerària, des del Sarcòfag de Tabnit, que mostrava art funerari egipci, fins als sarcòfag antropomòrfics fenicis, passant per estils grecoromans com el Sarcòfag de les Ploraneres o el d'Alexandre el Gran.

## Sarcòfags
| Cambra      | Sarcòfag                        | Imatge |
| ----------- | ------------------------------- | ------ |
| I           | #1 (Sarcòfag de les Ploraneres) |        |
| I           | #2                              |        |
| I (beneath) | #17 (Amoashtart)                |        |
| II          | #3                              |        |
| III         | #4                              |        |
| III         | #5                              |        |
| III         | #6                              |        |
| III         | #7 (Sarcòfag d'Alexandre)       |        |
| IV          | #8                              |        |
| IV          | #9 (Sarcòfag lici de Sidó)      |        |
| V           | #10                             |        |
| VI          | #13                             |        |
| VI          | #14                             |        |
| VI          | #15                             |        |
| VI          | #16 (Sàtrapes)                  |        |
| VII         | #11                             |        |
| VII         | #12                             |        |
| Hipogeu B   | Sarcòfag de Tabnit              |        |